# Belinda Lang
Belinda Lang, pseudonimo di Belinda Lucy Lange (Marylebone, 23 dicembre 1953), è un'attrice britannica, nota per aver interpretato Kate nella serie TV Caro John (1986-1987), Liza nella sitcom Second Thoughts (1991-1994) della ITV e Bill Porter in 2point4 Children (1991-1999) della BBC.

## Carriera
Lang è nata a Marylebone, a Londra, dagli attori Jeremy Hawk e Joan Heal. È particolarmente conosciuta per i ruoli da protagonista nelle sitcom Dear John, 2point4 Children e Second Thoughts.
Ha cominciato la sua carriera nel 1980, con una piccola parte in Play for Today; in seguito è apparsa nella miniserie To Serve Them All My Days ed ha recitato in diversi ruoli minori e piccole parti fino ad ottenere il ruolo della protagonista Kate in Dear John (1986-1987). Successivamente ha interpretato Martha in The Bretts (1987-1988), serie in cui ha conosciuto il futuro marito, Hugh Fraser. Nello stesso periodo è apparsa anche nel ruolo di Sheila Walsh in Bust. 
Nel 1988 ha recitato nella commedia della BBC Radio 4 Hard of Hearing al fianco di Graham Blockey. Ha preso parte anche a Stilgoe's Around, in onda sulla stessa stazione e su BBC Radio 2. In seguito Lang ha il ruolo da protagonista nella serie televisiva Inspector Alleyn Mysteries (1990-1994), in cui ha interpretato l'artista Agatha Troy.
Nel 1991 è stata protagonista nel ruolo di Bill Porter della serie televisiva 2point4 Children, al fianco di Gary Olsen. La sitcom è durata per 8 stagioni, fino a concludersi nel 1999 a causa della malattia di Olsen che lo ha portato alla morte nel 2000. In quello stesso anno, Lang è apparsa nel ruolo di Christine Hamilton nel film per la televisione Justice in Wonderland.
Fra il 1991 e il 1994 ha interpretato anche il personaggio ricorrente di Liza nella sitcom Second Thougts, che le ha donato particolare popolarità. La serie era basata su un programma radiofonico originariamente trasmesso su BBC Radio 4.
Dopo 2point4 Children è apparsa raramente in televisione, dedicandosi invece ai lavori teatrali. Attiva sul palcoscenico già dagli anni 80, tra le sue interpretazioni principali nel corso della carriera, si ricordano in particolare le produzioni londinesi delle opere di Noël Coward: Il divo Garry (1981), Spirito allegro (1997), Hay Fever (2006) e A Song at Twilight (2009).
Oltre alle suddette, Lang ha interpretato anche ruoli in The Clandestine Marriage (1984), Dead Funny (1995) ed era nel cast originale di Ladies in Lavender, tratto dalla sceneggiatura di Shaun McKenna del film omonimo, nel ruolo di Janet, che ha debuttato il 6 aprile 2012 al teatro Royal & Derngate di Northampton.
Lang fa parte anche del cast della commedia itinerante Seven Deadly Sins Four Deadly Sinners di Norman Hudis, che è stata in cartellone nei teatri de Regno Unito dal 15 giugno 2003 (in anteprima al Princess Theatre di Hunstanton). A livello internazionale, la commedia è stata rappresentata alla British Theatre Season di Montecarlo, al Holder's Festival delle Barbados, a Guernsey, in Australia e in Nuova Zelanda.
Nonostante il diradarsi delle apparizioni sul piccolo schermo, Lang ha spesso recitato come ospite in diversi programmi televisivi, come L'ispettore Barnaby, insieme a John Nettles e al presentatore televisivo Quinnie Dorrell, Giardini e misteri e nella soap opera Doctors della BBC. 
Nel 2009 ha fatto un breve ritorno alla sitcom, interpretando Margot in un episodio di My Family e successivamente nel 2014 in Citizen Khan, entrambe della BBC.
Nel 2016 ha recitato con Nicholas Farrell e David Robb nell'opera teatrale Single Spies di Alan Bennett.
Lang è stata presidente dell'ente di beneficenza teatrale The Theatrical Guild dal 2009 al 2011, per passare poi alla carica di vice-presidente, essendo stata coinvolta con l'ente per molti anni e continuando a promuovere con loro la professione teatrale.
Nel 2022 ha recitato nel ruolo ricorrente della padrona di casa Mrs Clam in Sister Boniface Mysteries.

## Vita privata
Nel 1988 ha sposato l'attore Hugh Fraser, dal quale ha avuto una figlia, Lily.

## Filmografia

### Televisione
- Play for Today – serie TV, episodio 10x27 (1980)
- To Serve Them All My Days – serie TV, 5 episodi (1980)
- Il divo Garry, regia di Rick Gardner e Alan Strachan – film TV (1981)
- The Cabbage Patch – serie TV, 7 episodi (1983)
- A Brother's Tale – serie TV, episodio 1x01-1x02-1x03 (1983)
- The Clairvoyant – serie TV, episodio pilota (1984)
- Operation Julie, regia di Bob Mahoney – film TV (1985)
- Unnatural Causes – serie TV, episodio 1x01 (1986)
- Victoria Wood: As Seen on TV – serie TV, episodio 2x04 (1986)
- Blankety Blank – serie TV, episodio 10x07 (1986)
- Dear John.... – serie TV, 12 episodi (1986-1987)
- The Bretts – serie TV, 19 episodi (1987-1989)
- Bust – serie TV, 6 episodi (1988)
- Stay Lucky  – serie TV, episodi 1x02-1x03 (1989)
- Making News – serie TV, episodio 1x06 (1990)
- Alleyn Mysteries – serie TV, 6 episodi (1990-1994)
- Second Thoughts – serie TV, 42 episodi (1991-1994)
- 2point4 Children – serie TV, 56 episodi (1991-1999)
- What's Up Doc? – serie TV, episodio 3x07 (1994)
- Noel's House Party – serie TV, episodio 4x12 (1995)
- The Office, regia di Paul Jackson – film TV (1996)
- Surprise! Surprise! – serie TV, episodio 13x02 (1996)
- Call My Bluff – serie TV, episodio 1x01 (1996)
- Twentieth Century Blues: The Songs of Noël Coward, regia di Geoff Wonfor – film TV (1998)
- Justice in Wonderland, regia di Tim Leandro – film TV (2000)
- L'ispettore Barnaby – serie TV, episodio 4x01 (2000)
- Rosemary & Thyme – serie TV, episodio 2x05 (2004)
- Dancing on Ice – serie TV, episodio 2x17 (2007)
- Dancing on Ice: Defrosted – serie TV, episodio 2x10 (2007)
- Doctors – serial TV, puntate 10x159-14x204 (2008-2013)
- The Wright Stuff – serie TV, episodi 16x44-20x91 (2008-2015)
- My Family  – serie TV, episodio 9x03 (2009)
- The Comedy Genius of John Sullivan – film TV, regia di Lucy Kenwright (2011)
- Citizen Khan – serie TV, episodio 3x04 (2014)
- Wooden Overcoats – serie TV, 28 episodi (2015-2022)
- BBC Proms: Oklahoma! – film TV, regia di Bridget Caldwell (2017)
- Celebrity Murder Mystery – serie TV, episodi  1x01-1x02 (2020)
- Le indagini di Sister Boniface (Sister Boniface Mysteries) – serie TV (2022-in corso)
- This England – miniserie TV, puntata 1 (2022)

### Cinema
- Three Minute Moments, regia di Don Allen (2007)

## Teatrografia
- Destiny, di David Edgar, regia di Richard Cottrell. Bristol Old Vic – Theatre Royal di Bristol (1978 – 1979)
- Jack and the Beanstalk, di John Moffatt, regia di Adrian Noble. Bristol Old Vic – Theatre Royal di Bristol (1978 – 1979)
- Bingo, di Edward Bond, regia di Michael Joyce. New Vic di Bristol (1978 – 1979)
- Il signor Puntila e il suo servo Matti (Mr Puntila & His Man Matti), di Bertolt Brecht, regia di Jules Wright. Theatre Royal Stratford East di Londra (da ottobre 1979)
- Il divo Garry, di Noël Coward, regia di Alan Strachan. Greenwich Theatre di Londra (gennaio – marzo 1981); Vaudeville Theatre di Londra (17 marzo – 5 dicembre 1981)
- Hobson’s Choice, di Harold Brighouse, regia di Ronald Eyre. Theatre Royal di Londra (11 febbraio – 21 luglio 1982)
- Tales from Hollywood, di Christopher Hampton, regia di Peter Gill. Olivier Theatre, Royal National Theatre di Londra (dal 26 agosto 1983)
- Antigone, di Sofocle, regia di John Burgess e Peter Gill. Dorfman Theatre, Royal National Theatre di Londra (dal 13 ottobre 1983)
- The Clandestine Marriage, di George Colman il Vecchio e David Garrick, regia di Anthony Quayle. Theatre Royal di Bath (1983 – 1984); Noël Coward Theatre di Londra (dal 7 giugno 1984)
- The Women, di Clare Boothe Luce, regia di John Burgess e Peter Gill. Royal National Theatre di Londra (dal 24 marzo 1986)
- Love on the Plastic, di Julia Schofield, regia di Chris Bond. Half Moon Theatre di Londra (25 giugno – 25 luglio 1987)
- Thark, di Ben Travers, regia di Peter James. Lyric Theatre di Londra (15 dicembre 1989 – 10 febbraio 1990)
- The Lulu Plays, di Frank Wedekind, regia di Ian McDiarmid. Almeida Theatre di Londra (1990 – 1991)
- Dead Funny, di Terry Johnson, regia di Terry Johnson. Theatre Royal di Windsor (7 – 11 febbraio 1995); Lyceum Theatre di Sheffield (13 – 18 febbraio 1995); Theatre Royal di Nottingham (20 – 25 febbraio 1995); Theatre Royal di Bath (27 febbraio – 4 marzo 1995); Oxford Playhouse di Oxford (6 marzo – 11 marzo 1995); Festival Theatre di Malvern (13 – 18 marzo 1995); Civic Theatre di Darlington (20 – 25 marzo 1995); Richmond Theatre di Londra (27 marzo – 1 aprile 1995); Lyceum Theatre di Crewe (3 – 8 aprile 1995); Theatre Royal di Windsor (5 – 16 settembre 1995); Savoy Theatre di Londra (20 settembre 1995 – 13 gennaio 1996)
- Spirito allegro (Blithe Spirit), di Noël Coward, regia di Tim Luscombe. Theatre Royal di Bath (1996 – 1997)
- Things We Do for Love, di Alan Ayckbourn, regia di Alan Ayckbourn. Yvonne Arnaud Theatre di Guildford (dal 10 febbraio 1998); Gielgud Theatre di Londra (3 marzo – 22 agosto 1998); Duchess Theatre di Londra (26 agosto 1998 – 30 gennaio 1999)
- Life x 3, di Yasmina Reza, regia di Jennie Darnell. Theatre Royal di Bath (2001); Savoy Theatre di Londra (1 ottobre – 7 dicembre 2002)
- Three Sisters Two, di Reza de Wet, regia di Auriol Smith. Orange Tree Theatre di Londra (27 febbraio – 20 aprile 2002)
- Il giardino di gesso (The Chalk Garden), di Enid Bagnold, regia di Sheridan Morley. Theatre Royal di Windsor (11 febbraio – 1 marzo 2003); Theatre Royal di Brighton (3 – 8 marzo 2003); Milton Keynes Theatre di Londra (10 – 15 marzo 2003); Richmond Theatre di Londra (17 – 22 marzo 2003); Churchill Theatre di Bromley (24 – 29 marzo 2003); New Victoria Theatre di Woking (31 marzo – 5 aprile 2003); Marlowe Theatre di Canterbury (7 – 12 aprile 2003)
- The Secret Rapture, di David Hare, regia di Guy Retallack. Lyric Theatre di Londra (27 novembre 2003 – 21 febbraio 2004)
- Sitting Pretty, di Amy Rosenthal, regia di Tamara Harvey. Watford Palace Theatre di Watford (2005); New Wolsey Theatre di Ipswich (febbraio 2005)
- What the Butler Saw, di Joe Orton, regia di David Grindley. Criterion Theatre di Londra (24 agosto – 22 ottobre 2005)
- Hay Fever, di Noël Coward, regia di Greg Herzof. Theatre Royal di Londra (20 aprile – 5 agosto 2006)
- How Do I Look?, di Gill Rowe, regia di Janie Dee. St George’s, Holland Park di Londra (novembre 2007)
- Ring Round the Moon, di Jean Anouilh, regia di Sean Mathias. Playhouse Theatre di Londra (5 febbraio – 29 marzo 2008)
- Liberty, di Glyn Maxwell, regia di Guy Retallack. Shakespeare's Globe di Londra (3 settembre – 15 novembre 2008)
- A Song at Twilight, di Noël Coward, regia di Nikolai Foster. Mercury Theatre di Colchester (11 – 21 febbraio 2009); Theatre Royal di Windsor (23 – 28 febbraio 2009); Royal and Derngate Theatre di Northampton (2 – 7 marzo 2009); Yvonne Arnaud Theatre di Guildford (9 –14 marzo 2009); Festival Theatre di Malvern (6 –11 aprile 2009); Arts Theatre di Cambridge (13 –18 aprile 2009); Richmond Theatre di Londra (20 – 25 aprile 2009); Theatre Royal di Bath (27 aprile – 2 maggio 2009)
- East is East, di Ayub Khan Din, regia di Iqbal Khan. Birmingham Repertory Theatre di Birmingham (25 settembre – 17 ottobre 2009)
- The Reluctant Debutante, di William Douglas-Home, regia di Belinda Lang. Yvonne Arnaud Theatre di Guildford (9 – 19 febbraio 2011); Theatre Royal di Brighton (21 – 26 febbraio 2011); Arts Theatre di Cambridge (8 – 12 marzo 2011); Richmond Theatre di Londra (14 – 19 marzo 2011); Everyman Theatre di Cheltenham (21 – 26 marzo 2011)
- Ladies in Lavender, di Shaun McKenna, regia di Robin Lefevre. Richmond Theatre di Londra (11 – 16 giugno 2012)
- Humble Boy, di Charlotte Jones, regia di Paul Miller. Orange Tree Theatre di Londra (8 marzo – 14 aprile 2018)